# Parmakkapı, Gürpınar
Parmakkapı là một xã thuộc thành phố Gürpınar, tỉnh Van, Thổ Nhĩ Kỳ. Dân số thời điểm năm 2011 là 909 người.